# Villemeux-sur-Eure
Villemeux-sur-Eure est une commune française située dans le département d'Eure-et-Loir en région Centre-Val de Loire.

## Géographie

### Situation
Cette commune jouit d'un patrimoine environnemental et archéologique exceptionnel, qui se traduit notamment par la création en 1988 de la Réserve naturelle régionale de la Côte du prieur.

Situation géographique
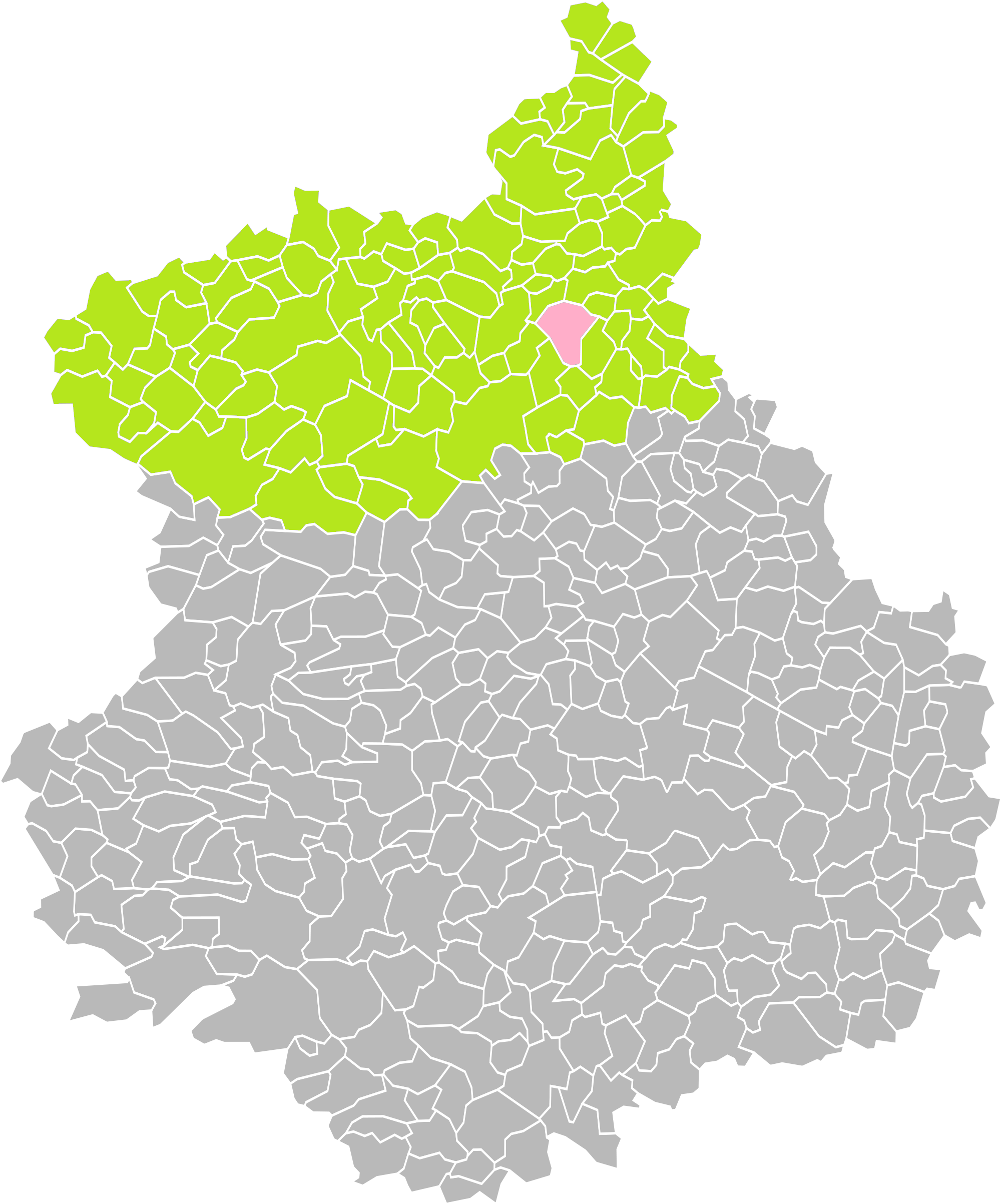
Villemeux-sur-Eure dans son arrondissement.
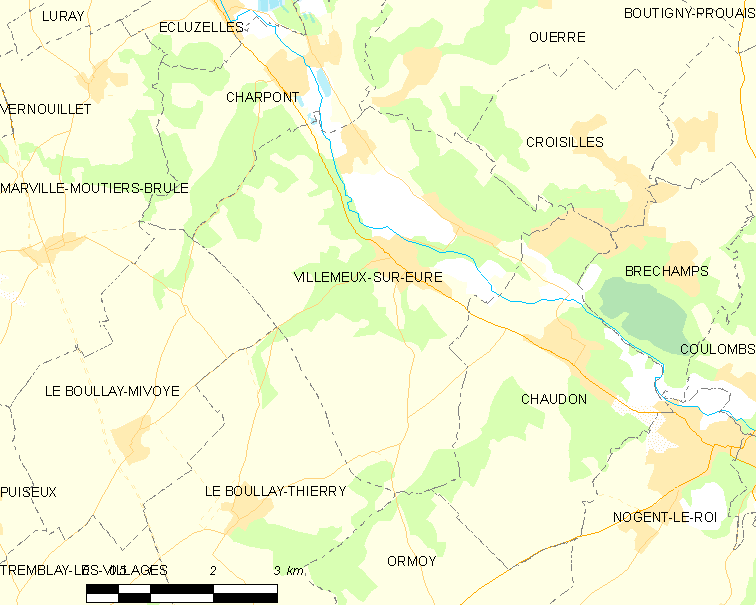
Carte de la commune de Villemeux-sur-Eure.

### Communes limitrophes
| Charpont           | Ouerre             | Croisilles |
| Le Boullay-Mivoye  | Villemeux-sur-Eure | Chaudon    |
| Le Boullay-Thierry | Ormoy              | Chaudon    |

### Lieux-dits et écarts
- Le Mesnil Ponceau ;
- Mauzaize ;
- Cherville : voir également l'homonyme Cherville ;
- Saint-Évroult, avec son ancienne chapelle du XIIe siècle[1].

### Climat
Pour des articles plus généraux, voir Climat du Centre-Val de Loire et Climat d'Eure-et-Loir.
En 2010, le climat de la commune est de type climat océanique dégradé des plaines du Centre et du Nord, selon une étude du CNRS s'appuyant sur une série de données couvrant la période 1971-2000. En 2020, Météo-France publie une typologie des climats de la France métropolitaine dans laquelle la commune est dans une zone de transition entre le climat océanique et le climat océanique altéré et est dans la région climatique  Sud-ouest du bassin Parisien, caractérisée par une faible pluviométrie, notamment au printemps (120 à 150 mm) et un hiver froid (3,5 °C). 
Pour la période 1971-2000, la température annuelle moyenne est de 10,8 °C, avec une amplitude thermique annuelle de 14,4 °C. Le cumul annuel moyen de précipitations est de 637 mm, avec 10,3 jours de précipitations en janvier et 7,9 jours en juillet. Pour la période 1991-2020, la température moyenne annuelle observée sur la station météorologique de Météo-France la plus proche, « Marville_sapc », sur la commune de Marville-Moutiers-Brûlé à 5 km à vol d'oiseau, est de 11,1 °C et le cumul annuel moyen de précipitations est de 571,8 mm,. Pour l'avenir, les paramètres climatiques de la commune estimés pour 2050 selon différents scénarios d'émission de gaz à effet de serre sont consultables sur un site dédié publié par Météo-France en novembre 2022.

## Urbanisme

### Typologie
Au 1er janvier 2024, Villemeux-sur-Eure est catégorisée bourg rural, selon la nouvelle grille communale de densité à 7 niveaux définie par l'Insee en 2022.
Elle est située hors unité urbaine. Par ailleurs la commune fait partie de l'aire d'attraction de Paris, dont elle est une commune de la couronne,. 

### Occupation des sols
L'occupation des sols de la commune, telle qu'elle ressort de la base de données européenne d’occupation biophysique des sols Corine Land Cover (CLC), est marquée par l'importance des territoires agricoles (62,9 % en 2018), en augmentation par rapport à 1990 (61,3 %). La répartition détaillée en 2018 est la suivante : 
terres arables (52,8 %), forêts (31,4 %), prairies (8,6 %), zones urbanisées (5,8 %), zones agricoles hétérogènes (1,5 %). L'évolution de l’occupation des sols de la commune et de ses infrastructures peut être observée sur les différentes représentations cartographiques du territoire : la carte de Cassini (XVIIIe siècle), la carte d'état-major (1820-1866) et les cartes ou photos aériennes de l'IGN pour la période actuelle (1950 à aujourd'hui).

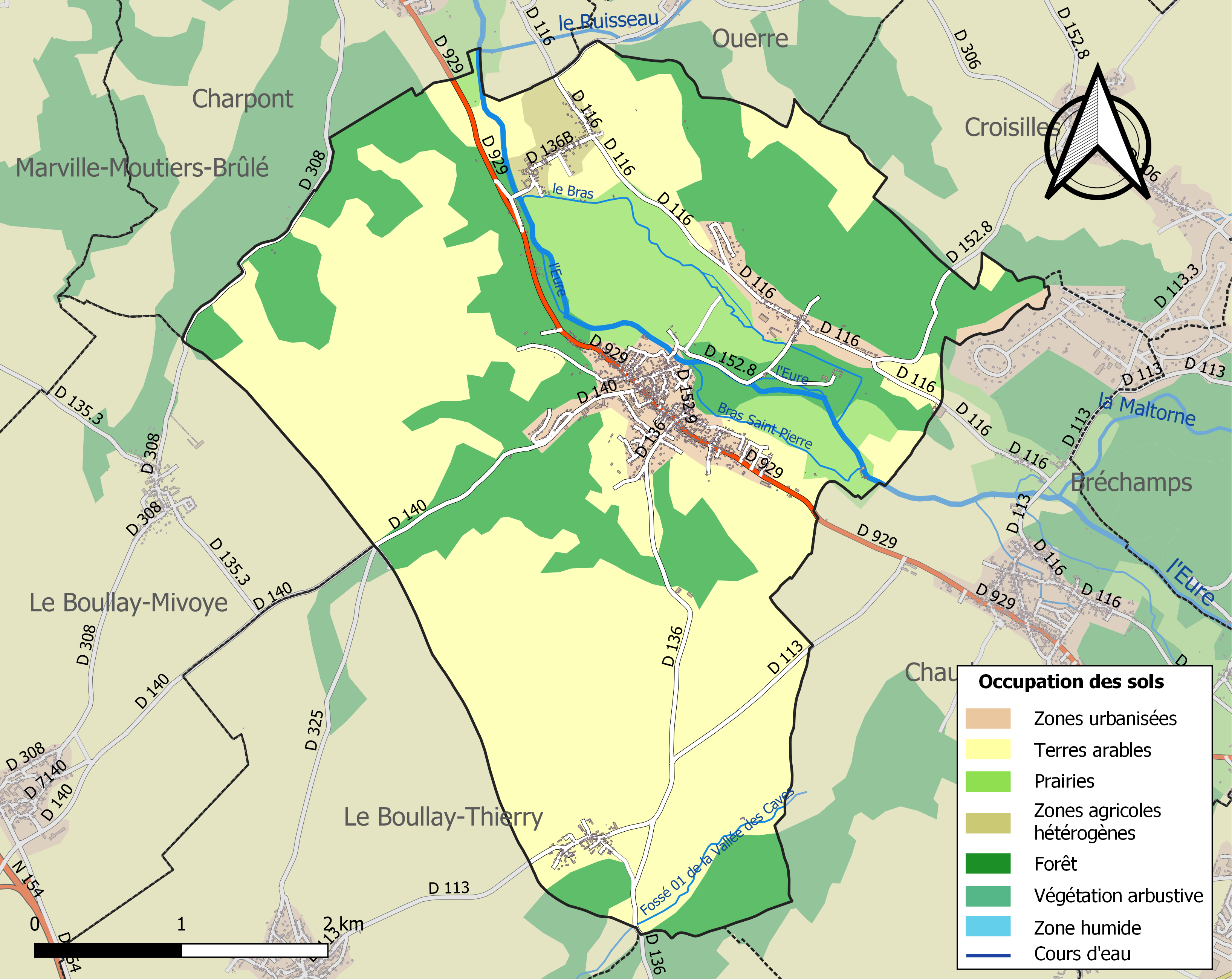
Carte des infrastructures et de l'occupation des sols de la commune en 2018 (CLC).

### Risques majeurs
Le territoire de la commune de Villemeux-sur-Eure est vulnérable à différents aléas naturels : météorologiques (tempête, orage, neige, grand froid, canicule ou sécheresse), inondations, mouvements de terrains et séisme (sismicité très faible). Il est également exposé à un risque technologique, le transport de matières dangereuses. Un site publié par le BRGM permet d'évaluer simplement et rapidement les risques d'un bien localisé soit par son adresse soit par le numéro de sa parcelle.

#### Risques naturels
Certaines parties du territoire communal sont susceptibles d’être affectées par le risque d’inondation par débordement de cours d'eau, notamment le Ruisseau et l'Eure. La commune a été reconnue en état de catastrophe naturelle au titre des dommages causés par les inondations et coulées de boue survenues en 1995, 1999 et 2018,.

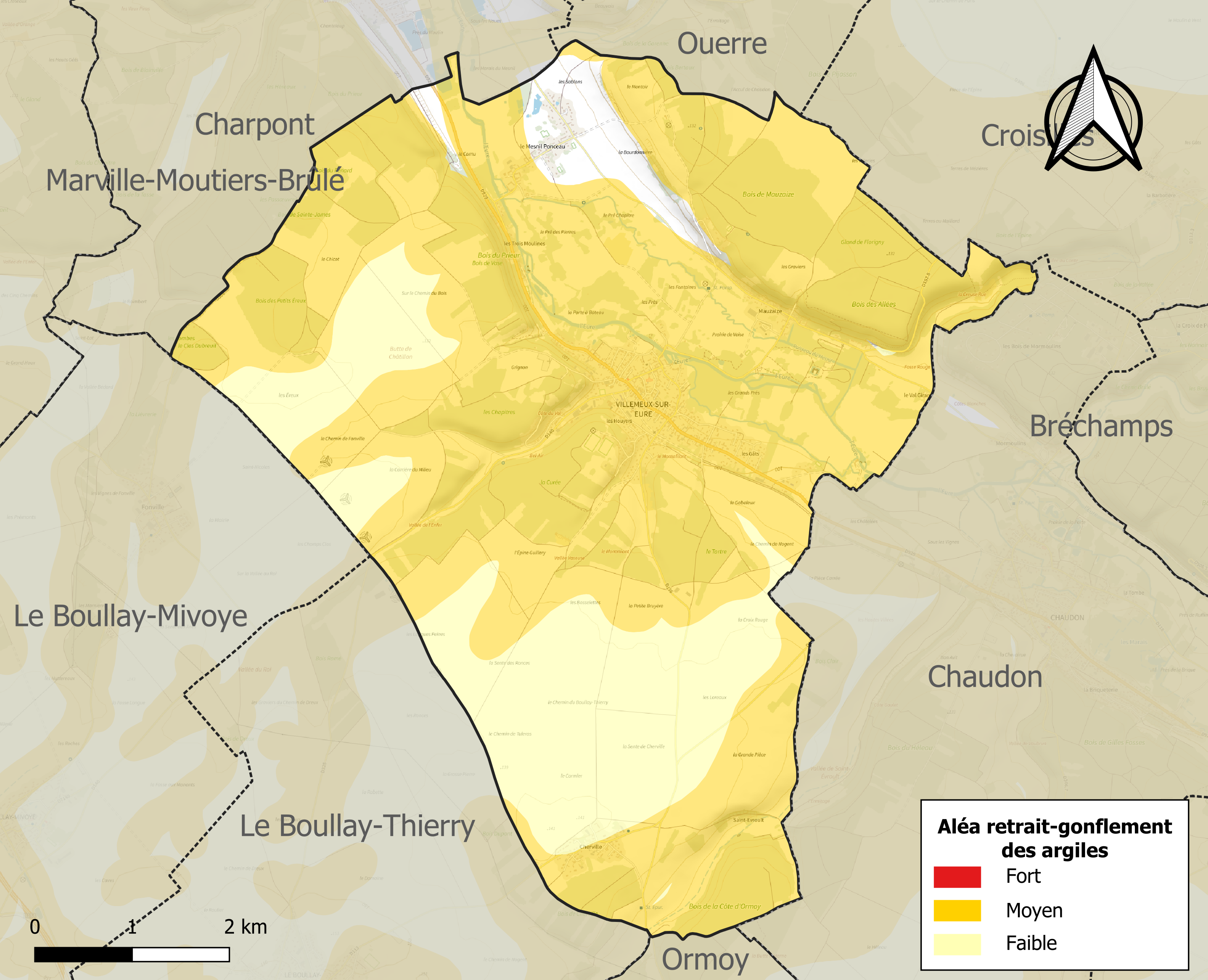
Carte des zones d'aléa retrait-gonflement des sols argileux de Villemeux-sur-Eure.

Les mouvements de terrains susceptibles de se produire sur la commune sont des affaissements et effondrements liés aux cavités souterraines. L'inventaire national des cavités souterraines permet de localiser celles situées sur la commune.
Le retrait-gonflement des sols argileux est susceptible d'engendrer des dommages importants aux bâtiments en cas d’alternance de périodes de sécheresse et de pluie. 76,2 % de la superficie communale est en aléa moyen ou fort (52,8 % au niveau départemental et 48,5 % au niveau national). Sur les 816 bâtiments dénombrés sur la commune en 2019, 731 sont en aléa moyen ou fort, soit 90 %, à comparer aux 70 % au niveau départemental et 54 % au niveau national. Une cartographie de l'exposition du territoire national au retrait gonflement des sols argileux est disponible sur le site du BRGM,.
Concernant les mouvements de terrains, la commune a été reconnue en état de catastrophe naturelle au titre des dommages causés par des mouvements de terrain en 1999.

#### Risques technologiques
Le risque de transport de matières dangereuses sur la commune est lié à sa traversée par des infrastructures routières ou ferroviaires importantes ou la présence d'une canalisation de transport d'hydrocarbures. Un accident se produisant sur de telles infrastructures est en effet susceptible d’avoir des effets graves au bâti ou aux personnes jusqu’à 350 m, selon la nature du matériau transporté. Des dispositions d’urbanisme peuvent être préconisées en conséquence.

## Toponymie
Le nom de la localité est attesté sous les formes Villamilt et Villamilte vers 820, Villemeux en 1793, Villemeux-sur-Eure en 1928.
L'Eure est une rivière qui prend sa source dans la région naturelle du Perche et qui coule dans les départements de l'Orne, d'Eure-et-Loir, de l'Eure et de la Seine-Maritime.

## Histoire

### Desserte ferroviaire
De 1887 à 1940, cette commune bénéficiait d'une gare permettant aux voyageurs d'emprunter la ligne d'Auneau-Ville à Dreux via Gallardon et Maintenon.

## Politique et administration

### Liste des maires
| Période                                  | Période  | Identité                  | Étiquette | Qualité      |
| ---------------------------------------- | -------- | ------------------------- | --------- | ------------ |
| Les données manquantes sont à compléter. |          |                           |           |              |
| 1977                                     | 1995     | Gérard Dutilleul          |           |              |
| 1995                                     | 2002     | Jean Lecuyot              |           |              |
| 2002                                     | 2008     | Dominique Terrasson-Téton |           |              |
| 2008                                     | 2014     | Louise Bersihand          |           |              |
| mars 2014                                | En cours | Daniel Rigourd,           |           | Ancien cadre |

## Population et société

### Démographie
L'évolution du nombre d'habitants est connue à travers les recensements de la population effectués dans la commune depuis 1793. Pour les communes de moins de 10 000 habitants, une enquête de recensement portant sur toute la population est réalisée tous les cinq ans, les populations de référence des années intermédiaires étant quant à elles estimées par interpolation ou extrapolation. Pour la commune, le premier recensement exhaustif entrant dans le cadre du nouveau dispositif a été réalisé en 2004.

En 2022, la commune comptait 1 808 habitants, en évolution de +12,44 % par rapport à 2016 (Eure-et-Loir : −0,23 %, France hors Mayotte : +2,11 %).
| 1793  | 1800  | 1806  | 1821  | 1831  | 1836  | 1841  | 1846  | 1851  |
| ----- | ----- | ----- | ----- | ----- | ----- | ----- | ----- | ----- |
| 1 253 | 1 286 | 1 297 | 1 376 | 1 334 | 1 362 | 1 318 | 1 299 | 1 303 |

| 1856  | 1861  | 1866  | 1872  | 1876  | 1881  | 1886  | 1891  | 1896  |
| ----- | ----- | ----- | ----- | ----- | ----- | ----- | ----- | ----- |
| 1 255 | 1 203 | 1 196 | 1 123 | 1 098 | 1 095 | 1 067 | 1 080 | 1 060 |

| 1901  | 1906  | 1911  | 1921 | 1926 | 1931 | 1936 | 1946 | 1954 |
| ----- | ----- | ----- | ---- | ---- | ---- | ---- | ---- | ---- |
| 1 024 | 1 042 | 1 012 | 911  | 907  | 916  | 898  | 967  | 909  |

| 1962 | 1968 | 1975 | 1982  | 1990  | 1999  | 2004  | 2006  | 2009  |
| ---- | ---- | ---- | ----- | ----- | ----- | ----- | ----- | ----- |
| 940  | 954  | 956  | 1 119 | 1 262 | 1 386 | 1 550 | 1 596 | 1 622 |

| 2014  | 2019  | 2022  | - | - | - | - | - | - |
| ----- | ----- | ----- | - | - | - | - | - | - |
| 1 618 | 1 688 | 1 808 | - | - | - | - | - | - |

### Enseignement
- École maternelle et primaire Hélène-Boucher[25].

## Économie

### Parc éolien du chemin de Tuleras
En novembre 2006, a été mis en service par Enertrag un parc de six éoliennes Enercon E66/2000 d'une puissance de 2 MW chacune, trois sur la commune de Villemeux-sur-Eure et trois sur la commune du Boullay-Thierry, développant une puissance totale de 12 MW.
Un projet d'extension prévoyant 6 nouvelles éoliennes est en instance depuis 2012.

## Culture locale et patrimoine

### Lieux et monuments

#### Église Saint-Maurice

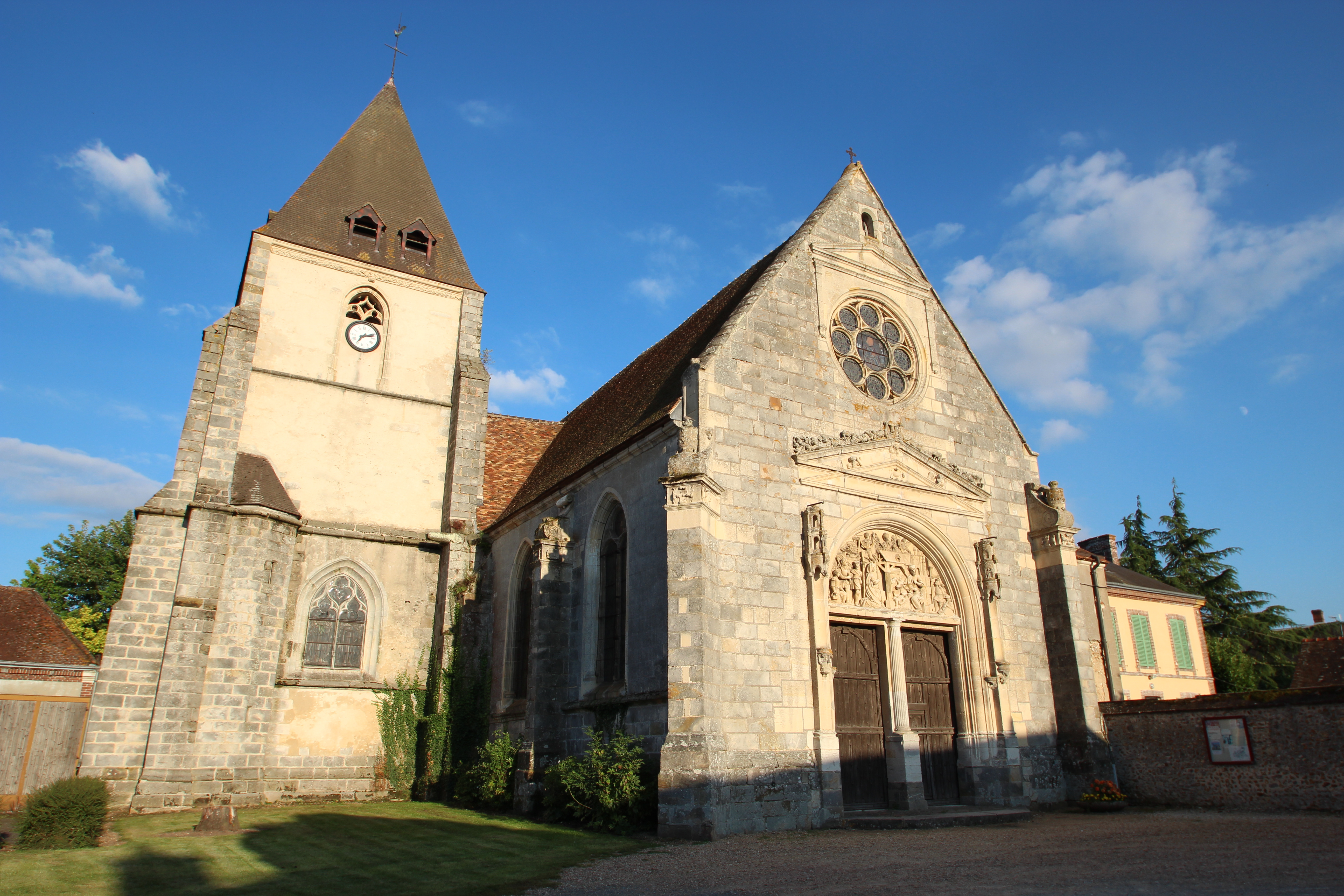
L'église Saint-Maurice.

Classé MH (1907).

#### Autres lieux et monuments
- Monument aux morts ;
- Château Renancourt.

Lieux et monuments de Villemeux-sur-Eure
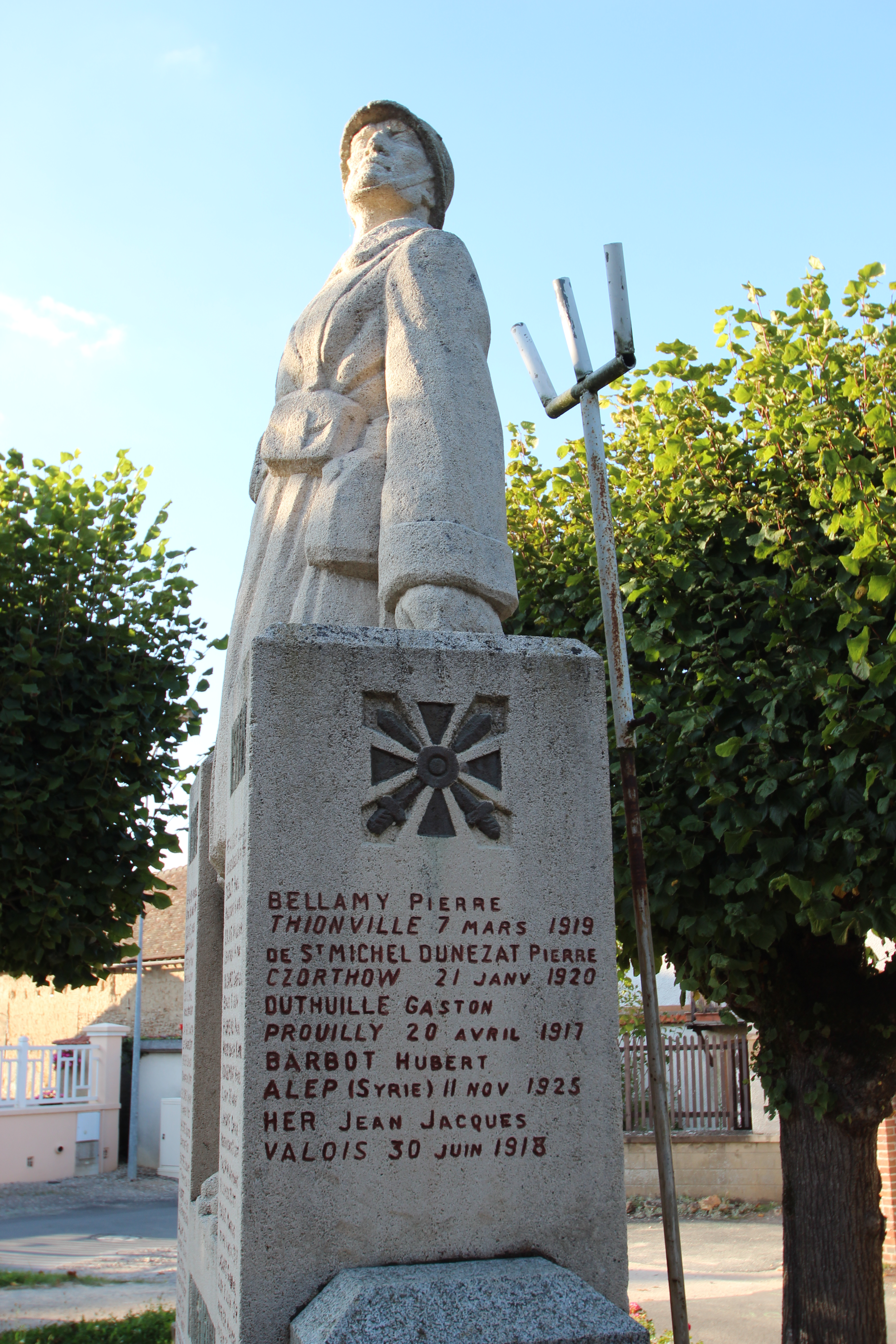
Monument aux morts.
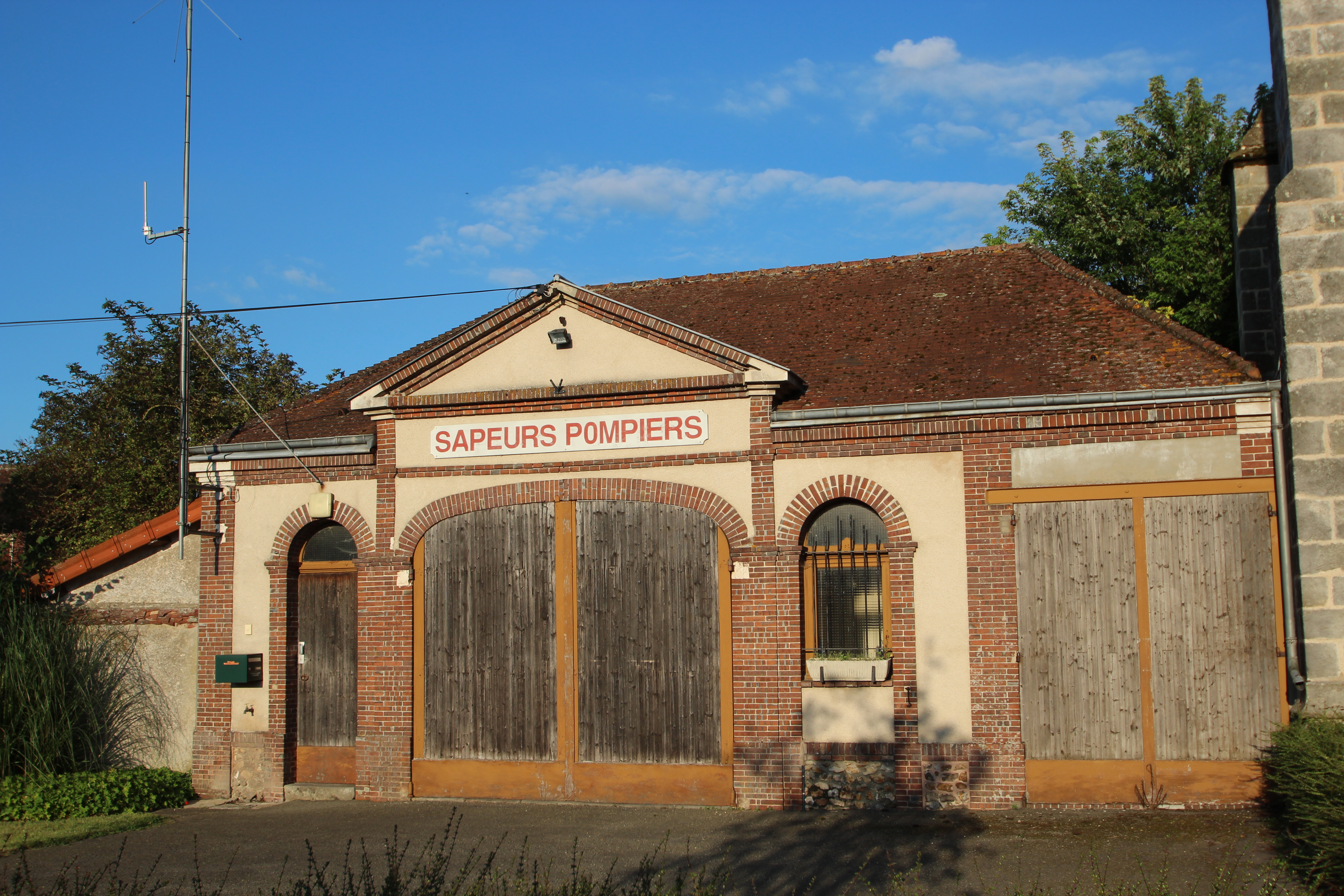
Caserne des pompiers.
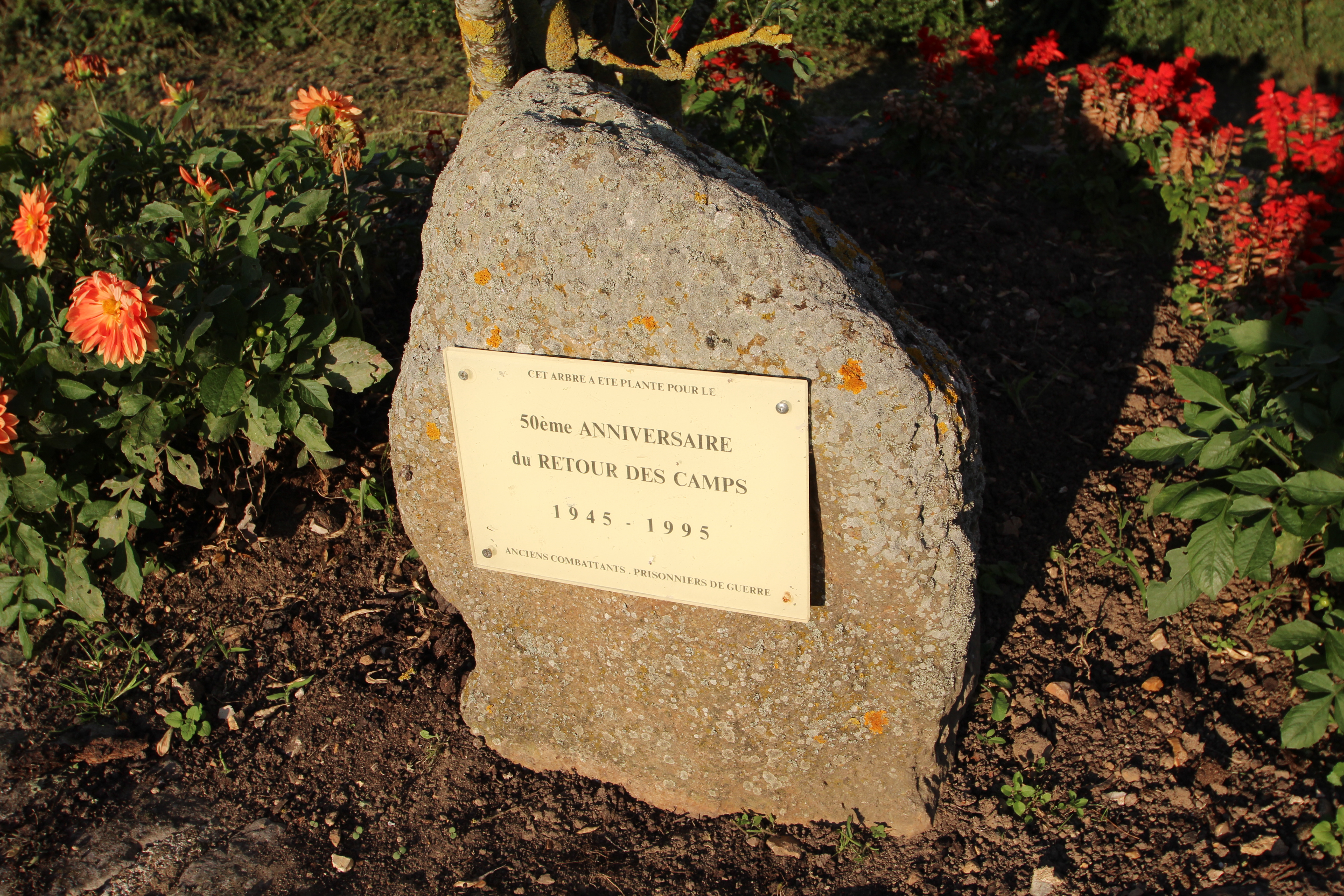
50e anniversaire de retour des camps.

### Personnalités liées à la commune
- Le sculpteur Alexandre Anglade (1860-1903) est mort à Villemeux ;
- Le peintre expressionniste néerlandais Antoon Kruysen (1898-1977) a épousé une fille de Villemeux, Lucienne Donné (Louck), en 1935. Les Kruysen ont habité Villemeux de 1947 à 1950, puis déménagé à Charpont ;
- Le village a servi de décor pour une partie du film Le Grand Meaulnes, un film français de Jean-Daniel Verhaeghe sorti en 2006[29].

### Citation littéraire
« Un peu plus tard, ils traversèrent des villages dont les noms chantaient comme des poèmes à Jeanne : Occonville, Umpeau, Cherville, Villiers-le-Bois, Houville-la-Branche, Nogent-le-Phaye. »

— Michèle Sarde, Histoire d'Eurydice pendant la remontée, Paris, Seuil 1991, page 69-70.